# Филогенетика
Филогене́тика или филогенети́ческая система́тика — область биологической систематики, которая занимается выявлением и прояснением эволюционных взаимоотношений среди разных видов жизни на Земле, как современных, так и вымерших. Эволюционная теория утверждает, что сходство тех или иных особей или видов часто указывает на общее происхождение или общего предка. Потому взаимоотношения, установленные филогенетической систематикой, часто описывают эволюционную историю видов и их филогенез, исторические взаимоотношения между ветвями организмов или их частей, например, их генов. Филогенетическая таксономия, являющаяся ответвлением, но не логическим продолжением филогенетической систематики, занимается классификацией групп организмов согласно степени их эволюционных отношений.
Основателем систематики, области науки, которая занимается классификацией живых организмов и взаимоотношениями между компонентами живого, считается Карл Линней. Однако только в конце 1950-х годов немецкий энтомолог Вилли Хенниг высказал идею, что систематика должна отображать известную эволюционную историю так близко, как только возможно. Так был основан подход к систематике, который он назвал филогенетической систематикой. Противники Хеннига пренебрежительно называли его последователей «кладистами», из-за акцента на признание только монофилетичных групп или клад. Однако кладисты быстро приняли это название как полезный термин, и кладистический подход начал преобладать в систематике. Противоположностью филогенетической систематики является фенетика.

## Филогенетические деревья
Систематика описывает взаимоотношения среди таксонов и призвана помочь нам понять историю всех живых организмов. Но история не является чем-то, что мы можем увидеть, она произошла один раз и оставила только косвенные показатели фактических событий. Ученые используют эти показатели, чтобы построить гипотезы, или модели, истории жизни. В филогенетике наиболее удобный путь визуального представления эволюционных взаимоотношений среди групп организмов осуществляется посредством графиков, которые называются филогенетическими деревьями.
- Узел: представляет таксономическую единицу. Он может быть или существующей группой, или предком.
- Ветвь: определяет взаимоотношение между таксонами в терминах потомков и предков.
- Топология: правило по которому разветвляется дерево.
- Длина ветви: представляет число изменений, которые произошли между таксонами.
- Корень: общий предок всех рассматриваемых организмов.
- Масштаб расстояния: масштаб, который отражает число отличий между организмами или последовательностями генома.
- Клада: группа двух (или больше) таксонов (или последовательностей ДНК), которая включает как своего общего предка, так и всех его потомков.
- Оперативная таксономическая единица (ОТЕ, OTU): уровень детализации, выбранный исследователем для данной работы, например: индивидуумы, популяции, виды, роды или линии бактерий.

## Методы филогенетического анализа
Существуют две главные группы методов изучения филогенетических взаимоотношений: фенетические и кладистические методы. Важно отметить, что фенетика и кладистика имели запутанные взаимоотношения в течение последних 40 лет XX века. Большинство современных биологов-эволюционистов отдают преимущество кладистике, хотя, строго говоря, кладистический подход может приводить к неинтуитивным результатам.

### Кладистические методы
Альтернативный подход к схематическому изображению взаимоотношений между таксонами называется кладистикой. Основное предположение кладистики заключается в том, что члены группы имеют общую эволюционную историю. Потому они более близко относятся друг к другу, чем к другим группам организмов. Связанные группы определяются по наличию набора уникальных особенностей (апоморфий), которые отсутствовали у отдаленных предков, но которые характерны для большинства или всех организмов в пределах группы. Полученные характеристики, относящиеся к членам группы, называются синапоморфиями. Потому, в отличие от фенетических, кладистические группы не зависят от того, сходны ли организмы по физическим чертам, а зависят от их эволюционных взаимоотношений. Действительно, в кладистических анализах у двух организмов могут быть общими многочисленные характеристики, но они будут членами разных групп.
Кладистический анализ использует ряд предположений. Например, считается что виды являются только раздвоением, или отделением, из наследственной группы. В случае гибридизации (скрещивание) или горизонтального переноса генетической информации виды считаются исчезнувшими, а такие явления — редкими или отсутствующими. Кроме того, кладистические группы должны иметь следующие характеристики: все виды в группе должны разделять общего предка, и все виды, полученные от общего предка, должны войти в таксон. Соблюдение этих требований приводит к следующим терминам, которые используются для ссылки на разные возможные способы состава групп:
- Монофилетическая группа (или клада), все виды которой происходят от общего предка, и все виды, происходящие от этого общего предка, включаются в группу. Только такая форма воспринимается кладистами как «правильная».
- Парафилетическая группа, все виды которой имеют общего предка, но в группу включены не все, а только некоторые из этих видов, происходящих от этого общего предка, в то время как другие виды не включены в группу (примером парафилетической группы являются Пресмыкающиеся; из этой группы исключены Птицы — обширная группа видов, предком которых является именно представитель класса Пресмыкающиеся).
- Полифилетическая группа, в которую ошибочно объединены виды, не имеющие непосредственного общего предка, но при этом в группу не включены виды, которые связали бы их (например, полифилетической являлась ныне расформированная группа Теплокровные, в которую ранее объединяли Птиц и Млекопитающих; группу Теплокровные расформировали, поскольку было установлено, что Птицы и Млекопитающие происходят от разных предковых групп Пресмыкающихся).

## Молекулярная филогенетика
Макромолекулярные данные, под которыми имеется в виду последовательности генетического материала (ДНК) и белков, накапливаются всё более быстрыми темпами благодаря успехам молекулярной биологии. Для эволюционной биологии быстрое накопление данных о последовательностях целых геномов имеет значительную ценность, потому что сама природа ДНК позволяет использовать его как «документ» эволюционной истории. Сравнения последовательностей ДНК разных генов у разных организмов могут сказать учёному много нового об эволюционных взаимоотношениях организмов, которые не могут быть обнаружены иным образом: на основе морфологии, или по внешней форме организмов, и их внутренней структуре. Поскольку геномы эволюционируют через постепенное накопление мутаций, количество отличий в последовательностях нуклеотидов между парой геномов разных организмов должно дать информацию о том времени, когда данные организмы имели общего предка. Два генома организмов, чьи эволюционные линии разошлись в недавнем прошлом, должны иметь меньшие отличий, чем у организмов, чей общий предок существовал очень давно. Потому, сравнивая разные геномы друг с другом, возможно получить сведения об эволюционном взаимоотношении соответствующих организмов. Это и является главной задачей молекулярной филогенетики.
Молекулярная филогенетика пытается определить скорость и отличия изменений в ДНК и белках, чтобы восстановить эволюционную историю генов и организмов. Чтобы получить эту информацию, могут использоваться два общих подхода. В первом из них учёные используют ДНК, чтобы изучать эволюцию организма. Во втором подходе используются разные организмы, чтобы изучать эволюцию ДНК. В любом подходе общая цель — сделать вывод относительно процесса эволюции организма по изменениям ДНК и процесса молекулярной эволюции по картине изменений ДНК.